# Castle Morpeth
Castle Morpeth este un district nemetropolitan în Regatul Unit, în comitatul Northumberland din regiunea North East, Anglia.

## Orașe din cadrul districtului
- Morpeth